# Bedous

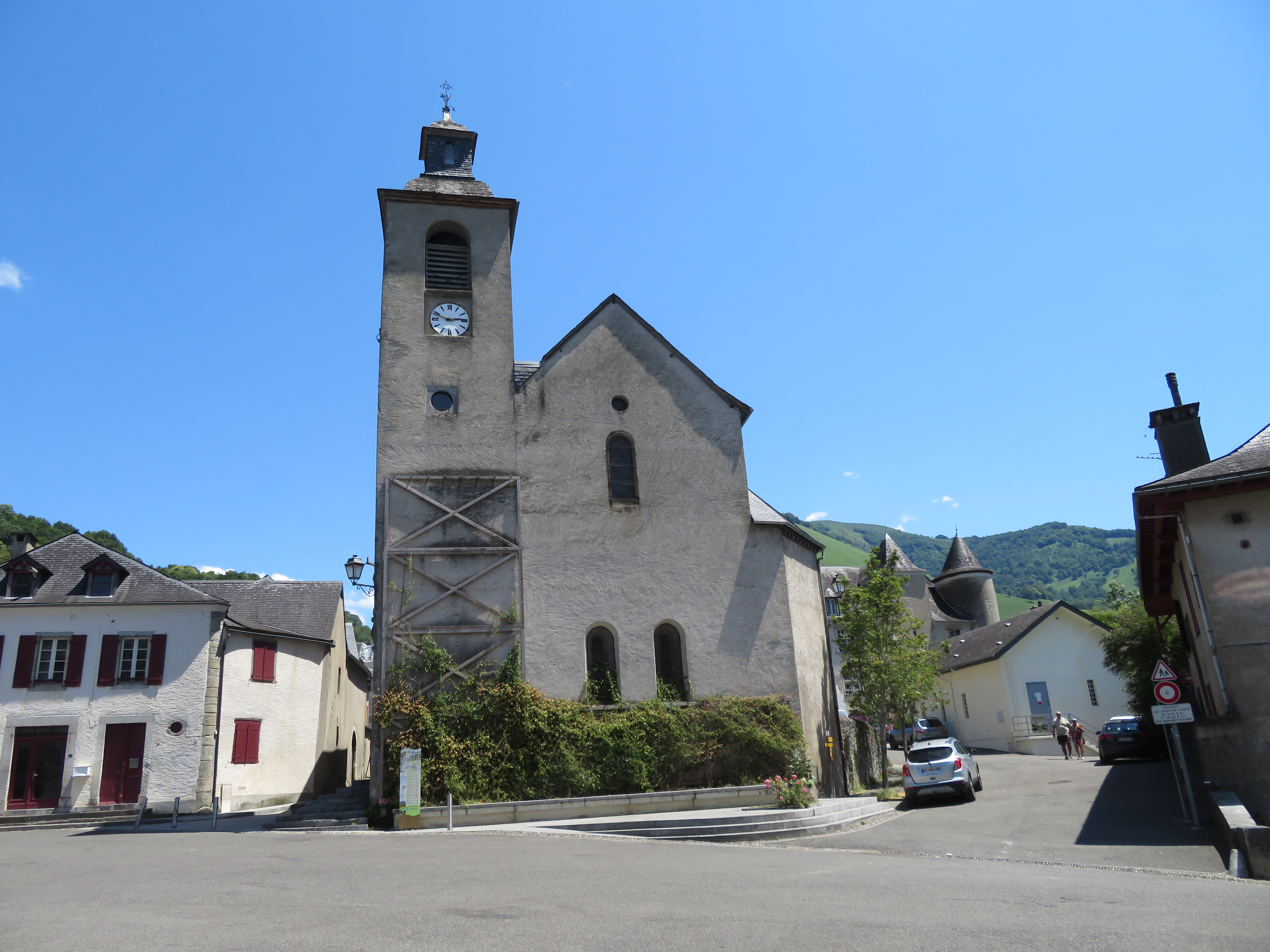
Igreja de Saint-Michel, Bedous

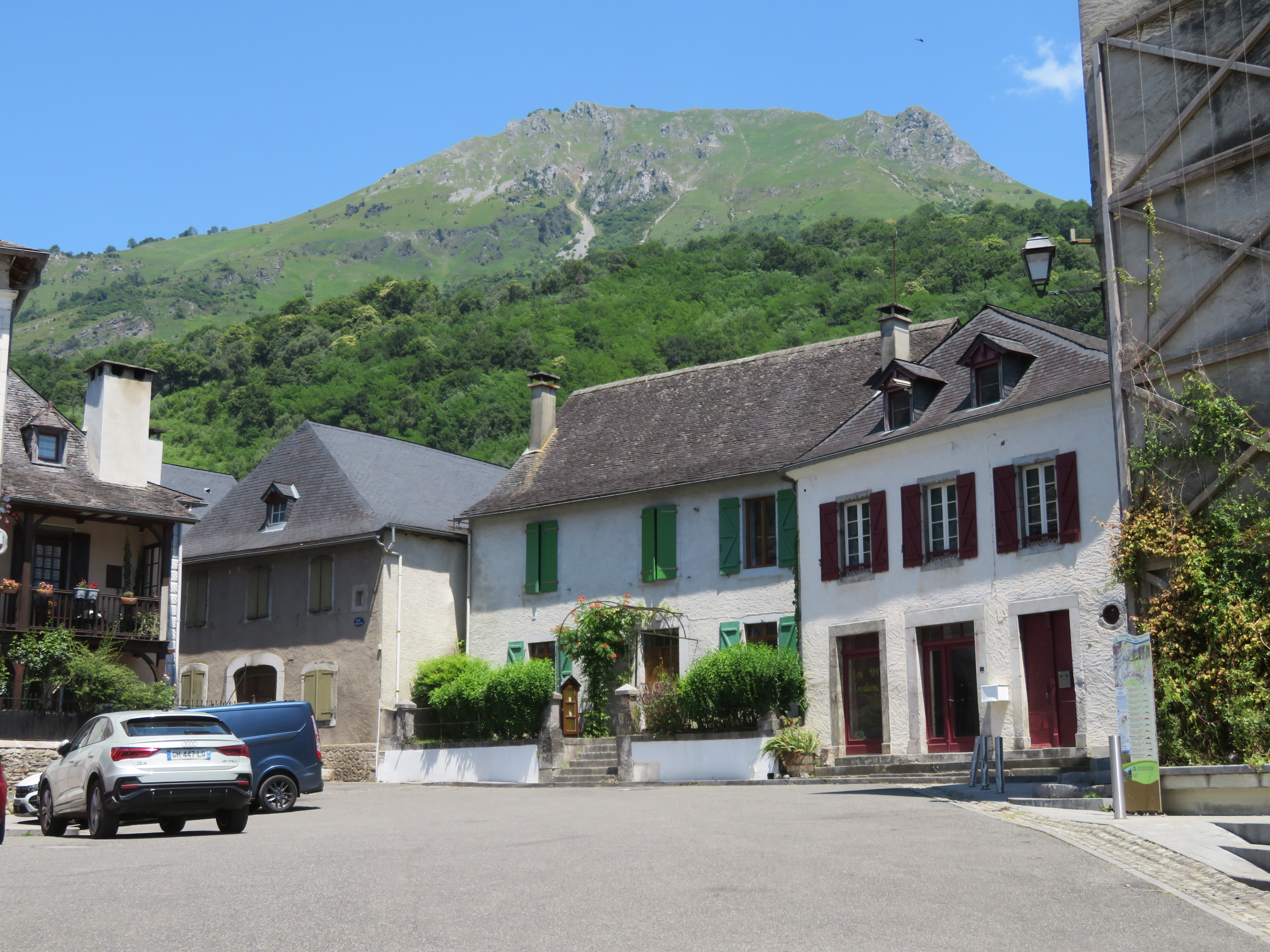
Bedous

Bedous é uma comuna francesa na região administrativa da Nova Aquitânia, no departamento dos Pirenéus Atlânticos. Estende-se por uma área de 11,54 km². Em 2010 a comuna tinha 615 habitantes (densidade: 53,3 hab./km²).